# SMS Cöln (1916)
Кёльн (нем. SMS Cöln II) — лёгкий крейсер ВМС Германии периода Первой мировой войны.
Лёгкие крейсера типа «Кёльн II» — тип крейсеров германского императорского флота времён Первой мировой войны. Являлись второй серией лёгких крейсеров типа «Кенигсберг II». Всего было заложено 10 единиц, на воду успели спустить 7, но до конца войны достроили и ввели в строй только два крейсера: «Кёльн» и «Дрезден».
Крейсер «Кёльн» был построен на верфи «Blohm & Voss» в городе Гамбург в 1916 году. Спуск на воду состоялся 5 октября 1916 года. 17 января 1918 года введён в эксплуатацию.

## Технические характеристики
Длина крейсера составляла 156 метров; ширина 14,5 метра; осадка 6,4 метра. Водоизмещение 5600 тонн. Максимальная скорость 27,5 узлов.
Экипаж 560 человек.
Вооружение: Крейсер «Кёльн» имел на вооружении 8 скорострельных пушек, калибр 150 мм, зенитные установки, торпеды, мины.

## Судьба
В середине мая 1918 года крейсер «Кёльн» был причислен к 2-й разведывательной группе германского императорского флота. По условиям завершившего Первую мировую войну перемирия, заключённого 11 ноября 1918 года между Германией и странами Антанты, немецкий Флот открытого моря, к которому принадлежал и крейсер «Кёльн» подлежал интернированию. Германские корабли были отконвоированы на главную базу британских Королевских ВМС Скапа-Флоу на Оркнейских островах. 21 июня 1919 г. контр-адмирал фон Ройтер приказал командам затопить корабли, чтобы они не достались англичанам. С 1981 года затопленный крейсер «Кёльн» является собственностью Оркнейских островов для дайвинг-туризма.

## Командиры
- Фрегаттенкапитан Эрих Редер, январь — октябрь 1918 г.
- Фрегаттенкапитан Людвиг Каульхаузен, октябрь — ноябрь 1918 г.